# Viaduto da Serra da Viração
O Viaduto da Serra da Viração é um viaduto ferroviário localizado no município paraibano de Salgadinho, Região Metropolitana de Patos, entre as antigas estações ferroviárias de João Leite e Abismo. Apresenta 190 metros de extensão por 44 de altura, e por seus números é o maior viaduto da região Nordeste do Brasil.

## História

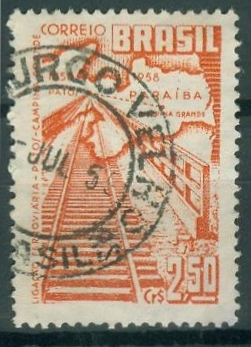
O viaduto num selo postal de 1958.

O viaduto foi inaugurado pela então RFN (Rede Ferroviária do Nordeste) no dia 15 de setembro de 1957, depois de 24 meses de obras. A empresa Camillo Collier Ltda. foi a responsável por sua construção. Hoje, os trilhos do ramal de Campina Grande cruzam o viaduto, possibilitando o tráfego tanto dos trens de carga que vão para o Ceará, quanto os que seguem no sentido oposto, para Campina Grande, Natal ou Recife. Na construção foram utilizados 229 toneladas de ferro nas armaduras, 1.712 m³ de concreto, 9.000 m² de madeira quadrada empregada na confecção do escoamento, 957 m³ de escavações para fundações e 170.000 toneladas para o transporte de materiais.
A obra teve custo total de 16 milhões de cruzeiros.